# George L. Fox (payaso)
George Washington Lafayette Fox (3 de julio de 1825 – 24 de octubre de 1877) fue un actor y bailarín estadounidense que se hizo famoso por sus actuaciones de payaso con caracterizaciones inspiradas en las de Joseph Grimaldi.

## Trayectoria
Fox nació como George Washington Lafayette Fox, el primer hijo de George Howe y Emily (de soltera, Watt) Fox de Cambridge, Massachusetts. Sus padres eran intérpretes en el Boston's Tremont Street Theatre, dónde junto a sus cinco hermanos eran a menudo llamados a interpretar papeles juveniles. Fox hizo su debut en el Tremont Street Theatre a los cinco años, aunque en años posteriores sus hermanos más jóvenes, Charles y James, y su hermana Caroline fueron considerados más talentosos. James y Caroline se volvieron muy populares en Boston siendo niños y durante varios años. Los padres de Fox decidieron que su futuro estaría mejor si aprendía un oficio y le inscribieron como aprendiz con un comerciante local.
Su hermano James continuó actuando varios años, incluso mientras asistía a la Escuela de Derecho Harvard y más tarde se convertiría en un abogado exitoso y alcalde de Cambridge en cuatro periodos.

Su hermana Caroline se casó con el actor George C. Howard, una unión que dejaría una marca importante en la historia del teatro estadounidense. En 1852, Howard encargó al primo de su esposa George Aiken escribir una dramatización de la novela antiesclavitud La cabaña del tío Tom. La producción original engendró una secuela y luego ambas se fusionaron en una única obra en seis actos que se presentó hasta los años 1930. La obra teatral tuvo probablemente un impacto más grande que la novela al describir visualmente las crueldades de la esclavitud y fue un impulso para el movimiento abolicionista.

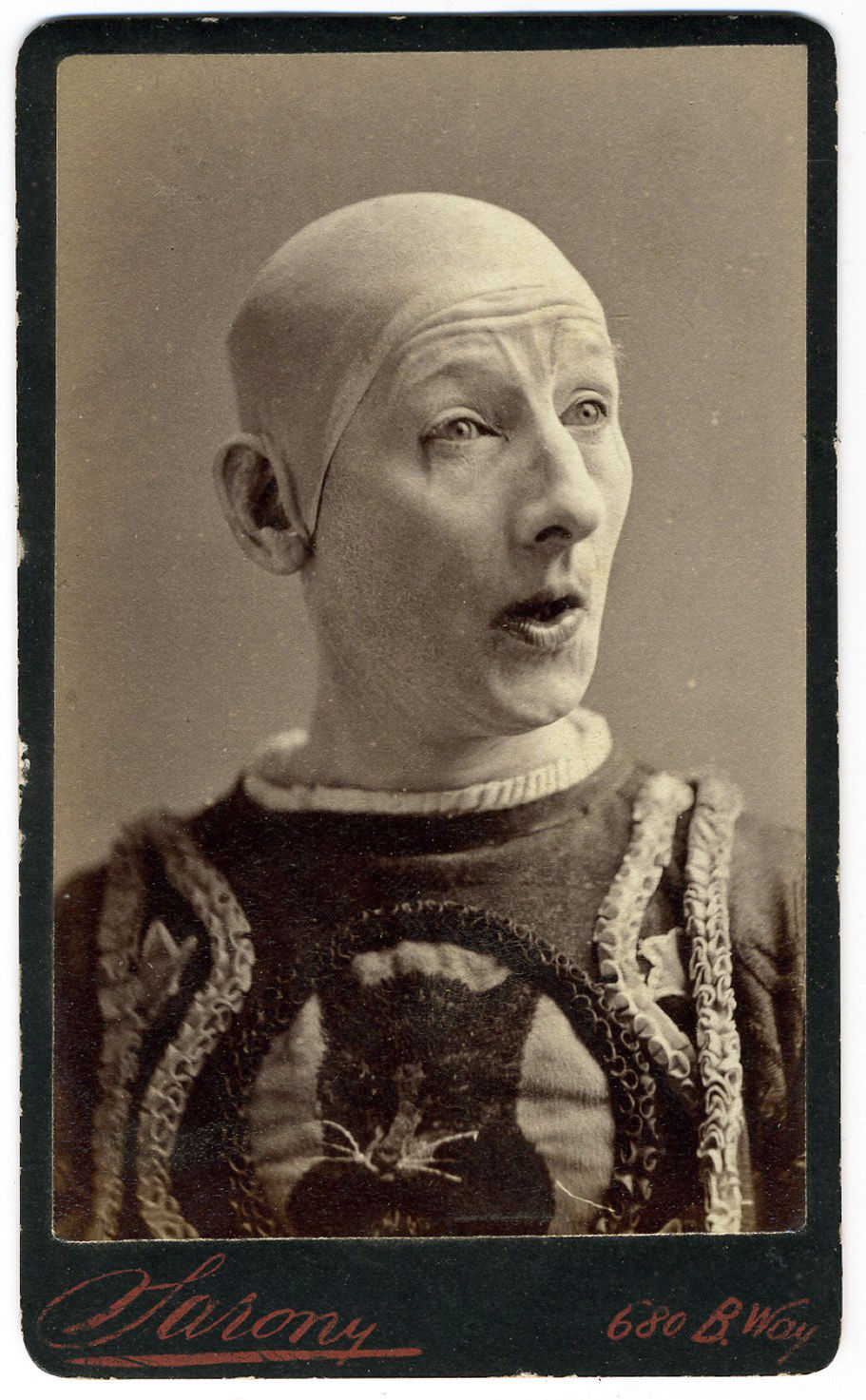
Fox como Humpty Dumpty.

Cuando Fox cumplió veinte años, su aprendizaje había fallado, permitiéndole regresar al negocio familiar. Estuvo un tiempo de gira con Howard y su hermana como "L. Fox", interpretando papeles dramáticos y cómicos menores. Dejó su compañía en 1850 para probar suerte como comediante en el Bowery's National Theatre en Chatham Street. Allí encontró finalmente su nicho, convirtiéndose en un popular cabeza de cartel en los siguientes siete años. El resto de su carrera actuó en locales que se dirigían principalmente a audiencias de clase trabajadora.
En 1853, Fox dirigió y actuó en la dramatización de la famosa novela antiesclavitud de Harriet Beecher Stowe, La cabaña del tío Tom, escrita por su primo George Aiken e interpretada el año anterior por la compañía de su cuñado en el Peal's Museum en Nueva York. El elenco que actuó en el National incluyó a Fox como Phineas Fletcher; su hermano Charles como Gumption Cute; su cuñado George C. Howard como Augustine St. Clair; su hermana Caroline como Eva St. Clair; William J. Le Moyne como el diácono Perry; y Greene C. Germon como el Tío Tom.

Inspirado en los famosos Ravel Brothers para emprender en el género clásico británico de la pantomima, creó un escenario específico para este tipo de entretenimiento nuevo en la ciudad de Nueva York, primero en el National Theatre y más tarde en el New Bowery Theatre, del cual fue durante un tiempo tanto arrendatario como director en sociedad con James R. Lingard. Fox continuó rodeándose de comediantes y acróbatas que incluía a su hermano, Charles Kemble Fox, que se había vuelto popular como actor y payaso de pantomima. Aunque a menudo pasado por alto por los críticos teatrales del momento, la popularidad de Fox en los teatros burlescos podía compararse en la época a la de Edwin Booth que interpretaba a Hamlet, un papel que Fox también interpretó pero de manera más ligera.

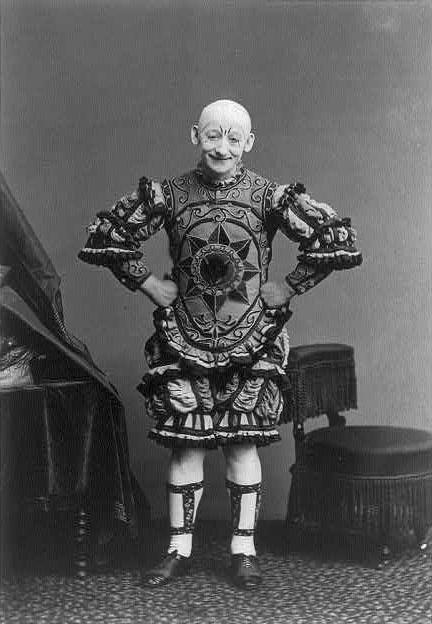
Fox con su traje sobre el escenario durante los años 1870 - foto de J Gurney & Son, Nueva York.

Cuando la Guerra de Secesión estalló, Fox se alistó como teniente en la Octava Infantería de Nueva York. Ascendió al rango de mayor y vio acción en la Primera batalla de Bull Run.
Cuando Fox regresó de la guerra reanudó sus funciones de pantomima para las audiencias de clase popular del Lower East Side. El New Bowery Theatre, sufrió uno de los muchos incendios que arrasó el edificio a lo largo de los años y tuvo que dejar de actuar allí. Un mal negocio había causado un problema con Lingard que más tarde acabaría en los tribunales. 
En 1866 Fox se convirtió en el director de escena en el Olympic Theater en el lado este de Broadway cerca de Houston Street. Allí interpretó a Bottom en El sueño de una noche de verano y a partir de 1868, su papel icónico como payaso en Humpty Dumpty, la primera pantomima estadounidense en dos actos, considerada por algunos de las mejores de su estilo.
Durante la última década de su vida, Fox encontró el éxito artístico y sufrió contratiempos financieros. Como director a menudo ignoraba el resultado final cuando planeaba un espectáculo nuevo y como resultado muchas de sus producciones que eran populares entre el público generaban pocos beneficios. Este problema se vio agravado por la competición de artistas más jóvenes que actuaban en producciones cada vez más espectaculares a cada temporada que pasaba y un socio sin escrúpulos que hacía promesas que no podía cumplir.
La salud de Fox empezó a fallar en 1875 después de una grave caída en el escenario donde se rompió la nariz y se dañó un nervio óptico. Su comportamiento errático los meses siguientes causó alguna preocupación sobre su cordura antes de que un ictus lo llevaran a la muerte, con 52 años. Al momento del deceso se encontraba bajo el cuidado de su hermana y cuñado en su residencia en Cambridge.
La hija de Fox, Louisa A. Fox, se casó más tarde con Daniel Sully, un actor teatral que había sido artista de circo en su juventud.

## Homenaje
Bill Irwin rindió homenaje a George L. Fox con la creación del espectáculo teatral Mr. Fox: A Rumination, que se estrenó en 2004 en el Signature Theatre.

## Publicaciones
- 1904 - George Fox: An Autobiography.